# The Fabulous Moolah
Mary Lillian Ellison (Kershaw, Carolina del Sur; 22 de julio de 1923-Columbia, Carolina del Sur; 2 de noviembre de 2007), más conocida por su nombre en el ring como The Fabulous Moolah (La Fabulosa Moolah), fue una luchadora profesional y entrenadora de lucha libre  estadounidense que trabajó para World Wrestling Entertainment (WWE). Tiene la distinción de ser la persona con el reinado más largo de cualquier título de un atleta en cualquier tipo de deporte profesional, al haber ostentado el Campeonato Femenino de WWE durante 28 años. Durante muchos años fue la principal promotora de lucha libre profesional femenina. También fue conocida como la primera Campeona femenina de la WWF. Según la WWE, Moolah se coronó como campeona un total de cuatro veces.
Es considerada una de las luchadoras profesionales más importantes de la historia. Durante su carrera, Moolah luchó en Canadá, México, Japón, y en toda Europa. Se convirtió en la campeona más vieja en la historia de la lucha libre profesional cuando ganó el título Femenil de la WWF con setenta y seis años de edad en 1999, cuarenta y tres años después de que ella ganara su primer título. Moolah fue inducida en el Salón de la fama en 1995.
Tras su muerte en 2007, comenzaron a salir numerosas acusaciones de ex luchadoras y exalumnas bajo su cargo que la señalaron de haber prostituido a varias de las mujeres bajo su tutela, lucrarse económicamente con ella como su empleadora en su promoción de lucha libre y de haber provocado que la lucha libre femenina en Estados Unidos sea vista como un espectáculo de relleno en lugar de algo importante produciendo un retraso severo en su evolución durante muchos años.

## Vida temprana
Mary Lilian Ellison nació el 22 de julio de 1923, en el Condado de Kershaw, Carolina del Sur. y se crio en el barrio de Tookiedoo, cerca Blythewood, Carolina del Sur., era la más joven de trece hermanos y la única hija. Ella tenía ocho, cuando su madre, María Susana Atkinson Ellison, murió de cáncer, y a los diez años, ella ya estaba trabajando en la granja de algodón su prima. Ellison estaba profundamente angustiada por la muerte de su madre, por lo que su padre, Henry Lee Ellison, la llevaba a los espectáculos de lucha libre para alegrarla.
Graduada de Columbia High School, a la edad de catorce Ellison se casó con Walter Carroll de 21 años, y aunque el matrimonio duró sólo dos años, Ellison dio a luz a una hija, María.

## Carrera en la lucha libre profesional

### 1940-1950
A fines de 1940, comenzó su alianza con el marido de Mildred Burke, Billy Wolfe, el principal promotor de la lucha femenina en esa época. Wolfe solía hacer que sus luchadoras tengan relaciones sexuales con otros productores para mantener las alianzas, una práctica que Ellison se negó a aceptar. Ella, sin embargo, pronto empezó un romance con el luchador Johnny Long, con quien finalmente se casó. Después de un largo tiempo se presentó a varios promotores, que comenzaron a utilizar su servicios. Ellison debutó como "Slave Girl Moolah" en 1949, como manager de Elephant Boy (Tony Olivas). A comienzos de los años 1950, Moolah fue dupla con "Nature Boy" Buddy Rogers. Después de su divorcio de Long, empezó a salir con el cantante de Country Hank Williams por un año.
Dentro de unos años, comenzó a luchar bajo el nombre de "Fabulous Moolah". El 18 de septiembre de 1956, Judy Grable enfrentó a Moolah tras ganar una batalla real de 13 mujeres ganando el entonces vacante título Mundial de las Mujeres.

### Predominio

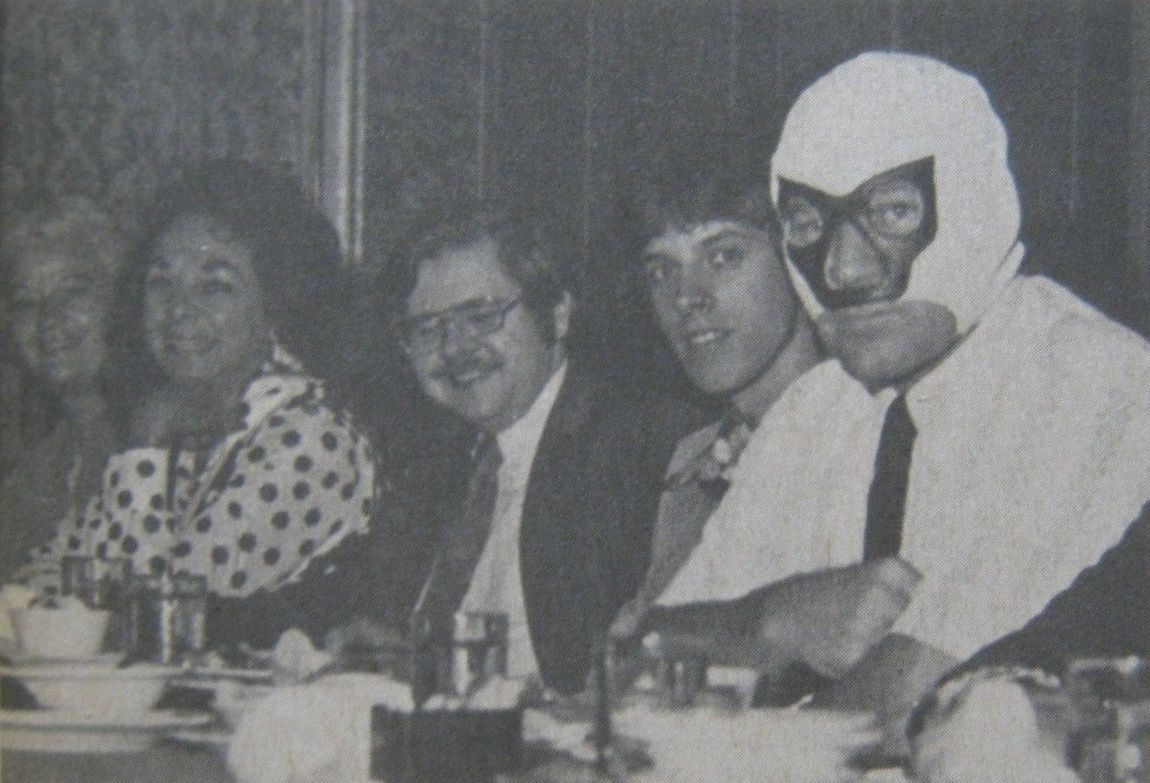
Convención WFIA con Dottie Downs, The Fabulous Moolah, Tom Burke, Dave Burginski y Mr Wrestling II en la revista Catch Wrestling Annual de junio de 1975.

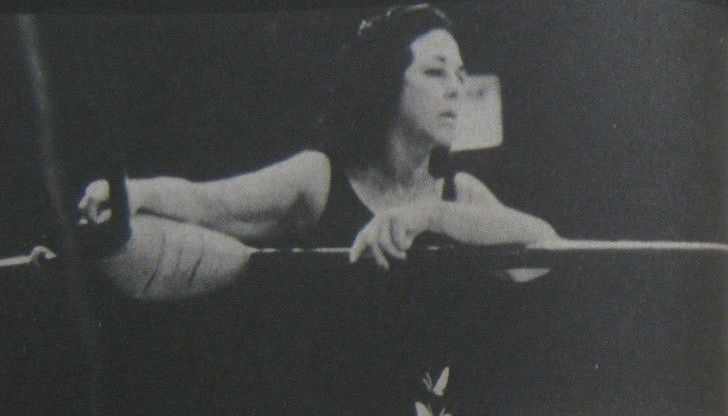
The Fabulous Moolah en la revista Catch Wrestling Annual de junio de 1975

Tras ganar el campeonato, la Fabulosa Moolah rápidamente se consideró a sí misma como la heredera de Mildred Burke como campeona mundial femenina autentica, con un reinado que duró más de diez años. Moolah defendió con éxito el cinturón contra luchadoras del resto del mundo, mientras que también continúo siendo amiga de algunas de las mayores celebridades del día, incluyendo Elvis Presley y Jerry Lee Lewis. Además, también abrió una escuela de lucha de mujeres donde se capacitaba y promovía a una serie de nuevas luchadoras.
Después de que June Byers se jubilara en 1964, Moolah fue reconocida como la Campeona de NWA, lo que la hizo la Campeona Mundial Indiscutible en categoría femenina. Ella defendió el título alrededor del mundo. Finalmente perdió el titulo el 17 de septiembre de 1966 ante Betty Boucher, aunque recuperó el título sólo semanas más tarde. Asimismo, volvió a perder el titulo ante Yukiko Tomoe durante una gira por Japón en 1968. En 1972, Moolah se convirtió en el primera mujer a la que le permitieron luchar en el Madison Square Garden. Anterior a esto, el Madison Square Garden había tenido una prohibición contra la lucha de las mujeres. Moolah tuvo una continuación ininterrumpida de ocho años de reinado como campeona, antes de perder ante Evelyn Stevens en el Madison Square Garden en 1976. Cualquier derrota, sin embargo, eran de carácter temporal.. Eventualmente, ella compró los derechos legales de el título, convirtiéndola en la principal promotora de la lucha femenina. Tras volver a ganar el titulo, Moolah comenzó otro largo reinado de seis años antes de que la lucha femenina llegara a su estancamiento a mediados de los años 1980.

### Rock 'n Wrestling Connection (1980s)

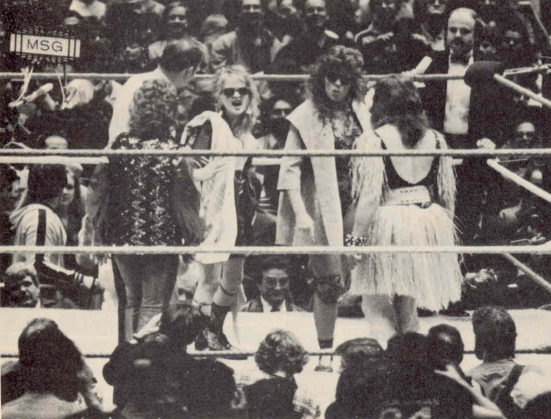
The Fabulous Moolah y Leilani Kai enfrentando a Wendi Richter acompañada de Cindy Lauper en la WWF, julio de 1985.

En 1983, Vincent K. McMahon comenzó la ampliación de la World Wrestling Federation (WWF) a nivel nacional, y ofreció Moolah un lucrativo contrato por los derechos de su título Mundial de las Mujeres. Moolah aceptó a aparecer exclusivamente para la WWF, y se convirtió así en la Campeona Femenina de la WWF. Al año siguiente, la superestrella de la música pop Cyndi Lauper empezó una pelea verbal con el mánager villano el "Captain" Lou Albano que trajo la lucha libre profesional a la cultura popular en un ángulo que llegó a conocerse como el "Rock 'n Wrestling Connection." Cuando tomo tiempo para que finalmente Lauper y Albano resolvieran sus diferencias en el ring, un gran partido fue programado con Moolah que aceptó por el desafío contra Cindy Lauper protegida por Wendi Richter. Fue reescrita la historia, como Moolah por haber realizado una ininterrumpida retención del título femenino durante los últimos treinta años, lo cual era casi cierto, ya que todo el tiempo desde 1956 Moolah ascendió de unas pocas semanas. Después de mucho bombo y acumulación, la Fabulosa Moolah perdido el campeonato cuando fue derrotada por Wendi Richter el 23 de julio de 1984 en el evento principal de The Brawl para poner fin a todo esto, que fue transmitida en vivo por MTV. 
A continuación, entreno Leilani Kai, que golpearon a Richter por el título en febrero de 1985. Richter ganó de nuevo en la inauguración de WrestleMania, pero cuando la relación de Richter agrió con la WWF, Moolah se puso una máscara como "La Araña", y recuperó el cinturón el 25 de noviembre de 1985, en una decisión controvertida. seguio Moolah a dominando la promoción de la división de las mujeres por otros dos años, con excepción de un reinado de seis días por Velvet McIntyre durante una gira por Australia en 1986, antes de perder el cinturón ante Sherri Martel el 24 de julio de 1987. Se retiró de tiempo completo de la competencia poco después de la pérdida de Martel, a pesar de que un equipo capitaneado en la inauguración de la serie de sobrevivientes. Su equipo (Moolah, Velvet McIntyre, Rockin 'Robin, y el Jumping Bomb Angels) derrotó a la campeona Martel y su equipo (Leilani Kai, Judy Martin, Donna Christanello, y Dawn Marie.

### Semiretiro

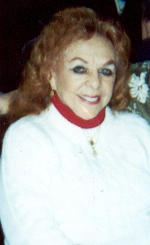
Moolah en el aeropuerto de Houston, 2 de abril de 2001.

Como la lucha de la mujer subió a un nuevo protagonismo en el Japón durante la década de 1980 y 1990, la división se desvaneció lentamente en el olvido de los Estados Unidos como la Fabulosa Moolah desapareció en el semiretiro. A principios de 1990, ella apareció en los paquetes de video en vivo y eventos WWF.
El 24 de junio de 1995, fue la primera mujer luchadora en ser inducida en el Salón de la Fama de WWF. Cuando la industria de la lucha libre profesional tuvo otro auge de popularidad en la década de 1990, Moolah junto con su vieja amiga y compañera de la lucha libre profesional siendo veteran Mae Young reaparecido en la WWE. Esta vez, sin embargo, la división de WWF de la mujer había sido alejado del tradicional partido atlético del pasado y ahora figuran las mujeres que compiten en el tema sexual de concursos de bikini y partidos cortos. En el 9 de septiembre de 1999 en un episodio de Smackdown!, Jeff Jarrett invitó Moolah al ring y procedió a romper una guitarra sobre su cabeza.
Moolah y Mae Young luego comenzaron a aparecer regularmente en los papeles de comedia. En el 27 de septiembre de 1999 edición de Monday Night Raw, Moolah y Mae Young derrotaron a unos minusválidos en vestidos de noche, ese partido dio lugar a una lucha por un título en No Mercy el 17 de octubre de 1999. En el partido, Moolah a sus setenta y seis años y Mae Young derrotó para poder recuperar el título de la mujer de la WWF, convirtiéndose así en la más antigua WWF Womens Champion, aunque perdió el título de nuevo ocho días después Mae Young y su última aparición fue en un 16 divas tag team en la cual ella perdió por una distracción y Beth Phoenixaplicando un Roll Up ganó su equipo de Beth Phoenix.
En el 15 de septiembre de 2003 en un episodio de Raw, Moolah ganó una pelea contra Victoria. Moolah había dicho que competiría por ser su ochenta cumpleaños y se convirtió en la primera octogenaria(o) en competir en un ring de la WWE. Moolah Después de la victoria, el "Legend Killer" Randy Orton salió y le dio un  RKO. Moolah y Mae Young hicieron otra aparición en New Year's Revolution 2006, durante un Bra and Pattie's Brag Gauntlet apareciendo y atacando a Victoria y su extracción de su brasier de Mae Young.
Moolah y Young, junto con varios otros luchadoras, la estrella de la película de 2004 Lipstick y dinamita un documental sobre las mujeres luchadores de la década de 1950 era. También apareció en Late Night with Conan O'Brien para promover la película.
En WrestleMania 22, Moolah y Mae Young se presentaron en un segmento donde participaron Booker T y la Reina Sharmell, que en la storyline, que camine a lo largo de un corredor de "fanáticos". El 31 de marzo de 2007, Moolah, junto con Mae Young, asistieron al Ceremonia del Hall of Fame del 2007. Ceremonia celebrada en la víspera de WrestleMania 23. En WrestleMania 23, apareció junto con Slick, Ricky Steamboat, Jimmy Hart, Irwin R. Schyster, Dusty Rhodes, Sgt. Slaughter, Gene Okerlund, y Pat Patterson y Gerald Brisco empezaron a bailar en los bastidores con Eugene, Cryme Tyme, Kelly Kelly, Layla  y Brooke Adams. Moolah, junto con Young, hizo otra aparición en el 2007 WWE Draft 2007 el 11 de junio de 2007. Moolah iba a hacer una aparición en Smackdown edición del 24 de agosto de 2007, pero no pudo hacerlo debido a la muerte de su hermano, por lo que los Mae Young apareció sola. Moolah y Mae Young ambas hicieron una aparición en SummerSlam 2007 en una serie de sesiones de backstage con Vince McMahon y el Gerente General de RAW William Regal. Esta fue su última aparición en WWE.

## Acusaciones de explotación

### Explotación financiera y sexual
El periodista Dave Meltzer escribió un obituario para Moolah donde afirmó que «diferentes promotores tenían ideas muy diferentes de lo que significa ser profesional». El historiador de la lucha libre Tim Hornbaker dijo que Moolah «optó por no romper las prácticas deshonestas y codiciosas» de su mentor, Billy Wolfe. Pat Laprade y Dan Murphy, en su libro Sisterhood of the Squared Circle, escribieron que las «tácticas de Moolah podrían ser tan despiadadas y despiadadas como las de 'El Padrino'», Vito Corleone.
Wendi Richter y Mad Maxine afirmaron que Ellison en realidad no entrenó a las luchadoras en su escuela de lucha libre. Según Richter, Ellison aceptó el pago de la tarifa de capacitación (que en el momento del entrenamiento de Richter fue de 500 dólares) y otras luchadoras dentro de su campo (incluidas Leilani Kai, Winona Littleheart y Joyce Grable) entrenaban a la nueva reclutas, y que estas mujeres no recibieron pago por su trabajo adicional como entrenadoras. Richter también afirmó que Ellison exigió que todas las mujeres que recibieron entrenamiento en su campamento firmaran un contrato que permitiera a Ellison funcionar como su agente de reservas y recibir el 25% de su tarifa de reserva. A las aprendices también se les exigía alquilar apartamentos dúplex en la propiedad de Ellison y eran responsables de pagarle el alquiler y los servicios públicos. El entrenamiento duraba seis meses y se llevaba a cabo hasta cinco horas por día dentro de un ring de lucha libre en un granero que carecía de calefacción y aire acondicionado o ventiladores. Mad Maxine dijo que debido a que Moolah le debía honorarios de alquiler y capacitación de $ 1500, los aprendices «se endeudaron con [Moolah] y ella controló sus vidas. Era un ambiente propicio para el abuso». Maxine también dijo que cuando se fue a trabajar para la WWF, Moolah estaba tomando al menos la mitad de las ganancias de Maxine. Debbie Johnson, otra exaprendiz de Ellison, declaró que se le exigió que le diera a Ellison el 30% de su cuota de reserva, y su sueldo se redujo aún más ya que Ellison dedujo los gastos de viaje, comida, alquiler y servicios públicos antes de pagarle. Como resultado, Johnson trabajó para Ellison durante dos años antes de recibir dinero. Johnson declaró que Ellison se negaría a reservar ciertas mujeres en su campo de entrenamiento si la enojaban, y que Ellison la vigilaba y se negaba a dejarla salir del campo de entrenamiento a menos que estuviera acompañada por otra persona.
A lo largo de los años, varias mujeres luchadoras han presentado historias que acusan a Ellison de ser una proxeneta que a menudo proporcionaba a varios promotores de lucha libre con luchadoras mujeres desprevenidas que se utilizarían como objetos sexuales. Penny Banner describió directamente a Moolah como una proxeneta que «a cambio de dinero», alquilaba a sus aprendices femeninas «al por mayor» a los promotores de lucha libre para que los promotores y los luchadores masculinos pudieran tener relaciones sexuales con ellas. Banner dijo que a las mujeres que fueron «enviadas en estos recorridos no se les informó sobre este 'acuerdo' antes de tiempo», y que «aquellas que se negaron a tener relaciones sexuales con luchadores y promotores fueron violadas». Una de las acusaciones más notorias es de la familia de Sweet Georgia Brown (Susie Mae McCoy). McCoy, que fue entrenada y fichada por Ellison y su entonces esposo Buddy Lee, le dijo a su hija que a menudo era violada, que le daban drogas y que se convirtió en adicta en un intento intencional de Ellison y Lee por controlarla. Ida Mae Martinez, que luchó durante la década de 1960, también recuerda que muchos de los promotores regionales «exigieron servicios personales» antes de pagarles a las luchadoras. Mad Maxine describió a Moolah como una «persona malvada», diciendo que Moolah hizo dinero enviando aprendices «a este tipo en Arizona y las vendió». En una entrevista de 2002, Luna Vachon afirmó que cuando tenía dieciséis años y estaba entrenando en el campamento de Ellison, Ellison la envió fuera del estado para ser fotografiada por un hombre mayor. Aunque permaneció vestida durante la sesión de fotos, Vachon declaró que se sintió aprovechada por Ellison y el hombre mayor. Sandy Parker, una exalumna lesbiana de Ellison, también afirma que Ellison le prohibió ir a bares gay e intentó presionarla para salir con hombres. Parker dice que esto la enfureció, porque «(Moolah) tenía dos caras porque tenía sus propios pequeños coqueteos que todos sabíamos».

### Manipulación de la industria de la lucha libre femenina en los Estados Unidos
Además de supuestamente explotar sexualmente a mujeres luchadoras, Ellison ha sido acusada de usar su influencia financiera para controlar la escena de la lucha libre femenina y garantizar que otras mujeres no obtengan un mayor reconocimiento. Ellison usó su influencia para hacerse cargo del lugar originalmente ocupado por su protegida Mad Maxine en la serie animada Hulk Hogan's Rock 'n' Wrestling. Maxine estaba a punto de recibir un gran push de Vince McMahon, pero abandonó la WWF poco después, ya que Ellison no estaba dispuesta a proporcionarle reservas adicionales. Maxine dijo que Moolah nunca le contó sobre los planes de la WWF para incluir el personaje de Maxine en Hulk Hogan's Rock 'n' Wrestling. Muchas otras antiguas aprendices desertaron de Ellison después de cansarse de compartir sus cheques de pago con Ellison. Luchadoras como Luna Vachon y su tía, Vivian Vachon, Ann Casey, y Darling Dagmar se mudaron a otras regiones donde Ellison tenía menos control y negociaron sus propios pagos con los promotores.
Tanto Judy Martin como Leilani Kai dijeron en entrevistas posteriores que Moolah recaudaba el salario de las luchadoras de los promotores, y que después de sacar su propio sueldo solo les daba a las chicas la mitad del dinero que se les debía (conservando la mitad de su salario, además de su propio salario) y diciéndoles que eso fue todo lo que el promotor le dio para que se los diera. Martin declaró que poco antes de que Ellison dejara la WWF en 1988 (poco después de haberse peleado con Martin y Kai debido a que Ellison ya no recibía sus tarifas de reserva), ella saboteó al dúo mientras estaban de gira por Japón. Martin declaró que Ellison contactó a los promotores japoneses y les informó que se suponía que The Jumping Bomb Angels perderían el Campeonato Femenino en Parejas de la WWF ante el equipo de Martin y Kai, The Glamour Girls, antes de que Martin y Kai regresaran a los Estados Unidos. Esto fue contrario a la decisión de reserva hecha por Pat Patterson antes de que comenzara la gira japonesa. Incapaz de comunicarse con Patterson por teléfono, Kai y Martin acordaron ganar los títulos de las Angels ya que Ellison ya había informado mal a los promotores japoneses. Martin declaró que al regresar a los Estados Unidos, Patterson estaba enojado con ellas y confirmó que nadie dentro de la WWF tomó la decisión del cambio de título y que debido a la larga relación de Ellison con la empresa, la WWF se negó a escuchar su explicación del engaño de Ellison. Poco después, la WWF eliminó el Campeonato Femenino de Parejas del WWF. En una entrevista posterior, Leilani Kai dijo que las cosas habían ido como la WWF originalmente lo había planeado, que The Glamour Girls habrían tenido un combate por el título contra The Jumping Bomb Angels en WrestleMania IV y que las acciones de Ellison le habían costado a las cuatro chicas lo que hubiera sido su mayor día de pago jamás.
Las mujeres que eligieron continuar permitiendo que Ellison trabaje como su booker se mantuvieron bajo control estricto. Velvet McIntyre se vio obligada a competir contra Ellison (a quien McIntyre dijo que no le importaba) en WrestleMania 2 en lugar de competir durante una gira femenina por Kuwait con un grupo de otras luchadoras femeninas de Ellison. Su lucha en WrestleMania 2 duró menos de dos minutos con el árbitro haciendo caso omiso de la pierna de McIntyre estaba sobre las cuerdas mientras estaba realizando la cuenta de tres. Las mujeres que no aceptaron las tarifas de reserva de Ellison enfrentaron opciones limitadas. Rhonda Sing declaró que Ellison se puso en contacto con ella y le ofreció dejarla luchar con Richter en un par de combates en PPV en 1985, pero le exigió que recibiera la mitad del cheque de pago de Sing; una estipulación que Sing no estaba dispuesta a aceptar. Penny Banner declaró que su retiro se debió en gran parte a que Ellison se negó a permitir que ninguna de sus luchadoras aceptara reservas contra Banner, lo que limitó severamente el número de reservas que Banner fue ofrecida por los promotores.

## Legado
David Bixenspan, de Deadspin, señaló que Moolah luchó con un «estilo bajo de atletismo y alto en tirones de pelo», y enseñó este estilo a sus alumnas. Esto «empeoró la brecha de género» y resultó en que la lucha libre femenina estadounidense se convirtiera en «más que un espectáculo secundario» en lugar de que el título mundial femenino fuera una «atracción titular legítima» como en la época anterior a Moolah. Como tal, rechazó la caracterización de la WWE de Moolah como alguien que «desafió las normas de género de un deporte una vez dominado por los hombres».
Dave Meltzer describió que la lucha libre femenina «cayo muy bajo» bajo la «tutela» de Moolah, diciendo que aunque las mujeres «solían titular y tenían éxito», «durante el período en que Moolah controló la lucha libre femenina, la popularidad y el producto no evolucionaron».
En el episodio del 12 de marzo de 2018 de Raw, la WWE emitió una viñeta promoviendo una battle royal femenina en WrestleMania 34 en nombre de Moolah, llamada «The Fabulous Moolah Battle Royal». Sin embargo, el anuncio generó reacciones negativas por parte de fanáticos, críticos y otros luchadores, debido a las denuncias de numerosas exluchadoras que Moolah explotó financieramente a las luchadoras que ella entrenó y manejó, y las sometió a promotores masculinos, que las explotaron sexualmente o incluso las violaron, por lo que Moolah fue considerada como una mala candidata para un combate conmemorativo. Cuando WWE publicó la viñeta en su página oficial de YouTube, recibió abrumadores comentarios negativos, lo que obligó a la WWE a desactivar los comentarios en el video. Después de que una petición firmada por fanáticos sobrepasó las 10 000 firmas, la WWE anunció oficialmente que cambiarían el nombre del combate a simplemente «WrestleMania Women's Battle Royal».

## Muerte

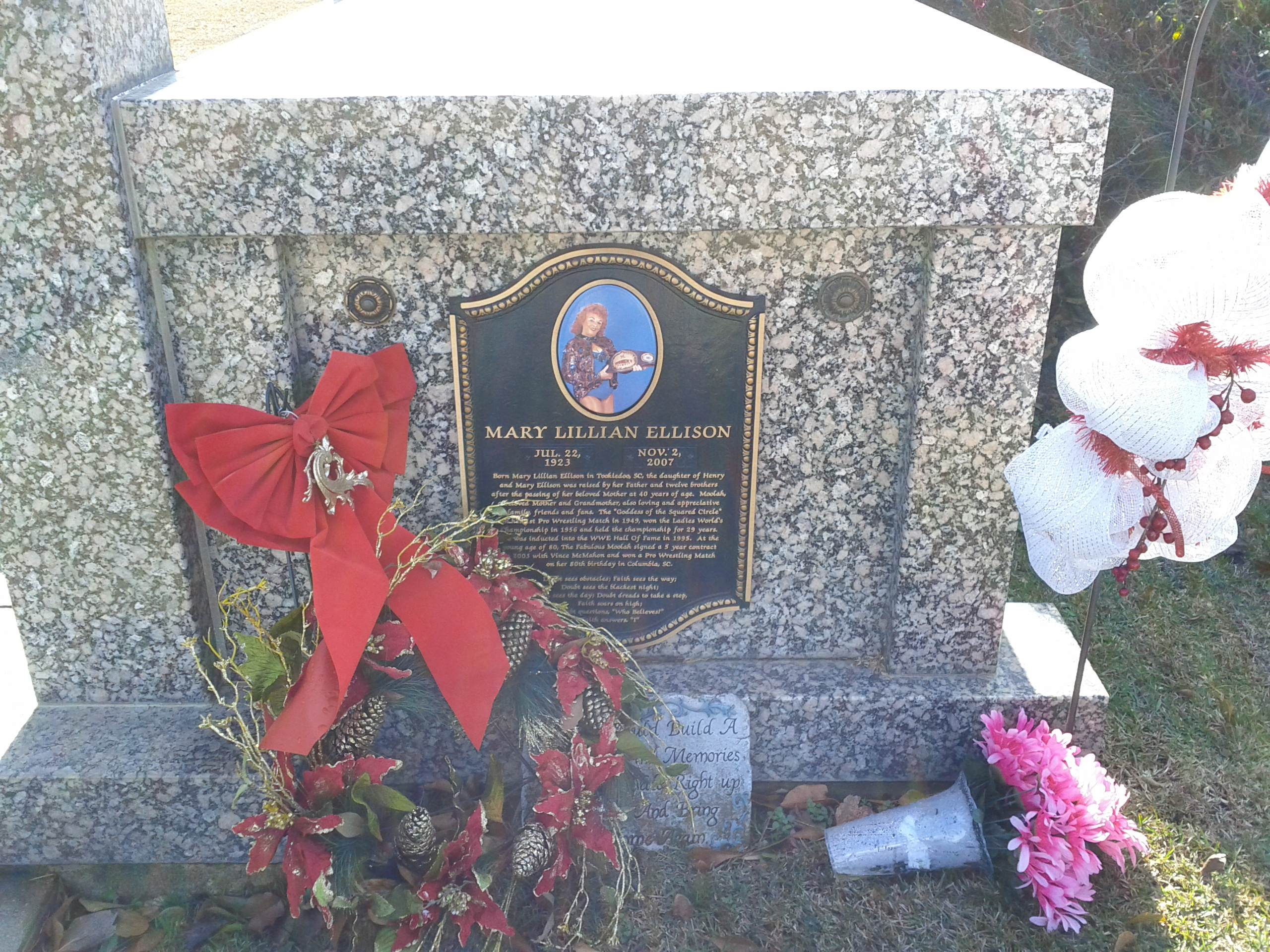
Tumba de Mary Ellison en Columbia, Carolina del Sur.

Ellison falleció el 2 de noviembre de 2007 a los 84 años de edad en Columbia, Carolina del Sur. Según declaró su hija Mary, ella murió como resultado de un posible ataque al corazón o un coágulo sanguíneo ocasionado por una operación de reemplazo de hombro reciente. Ellison fue sepultada en Columbia, Carolina del Sur en el cementerio Greenlawn Memorial Park en un conjunto de tumbas creadas para ella, Mae Young y Katie Glass.

## Campeonatos y logros
- Cauliflower Alley Club

- Other honoree

- National Wrestling Alliance
  - NWA World Women's Championship (5 veces)[4]
  - NWA Women's World Tag Team Championship (2 times) — con Toni Rose[34]
  - NWA Hall of Fame (Class of 2012)[35]

- Pro Wrestling Illustrated
  - PWI Stanley Weston Award (1991)

- Professional Wrestling Hall of Fame and Museum
  - Inductee, (Lady Wrestler, 2003)

- World Wide Wrestling Federation
  - WWF Hall of Fame (Clase de 1995)[3]
  - WWF Women's Championship (4 veces)[3]

- Wrestling Observer Newsletter awards
  - Worst Match of the Year (1984) vs. Wendi Richter on July 23

- Otro
  - JWPA Women's Championship[4]